# Cristoforo da Bologna
Cristoforo di Jacopo, noto come Cristoforo da Bologna (fl. XIV secolo), è stato un pittore italiano, attivo nella seconda metà del XIV secolo.

## Biografia

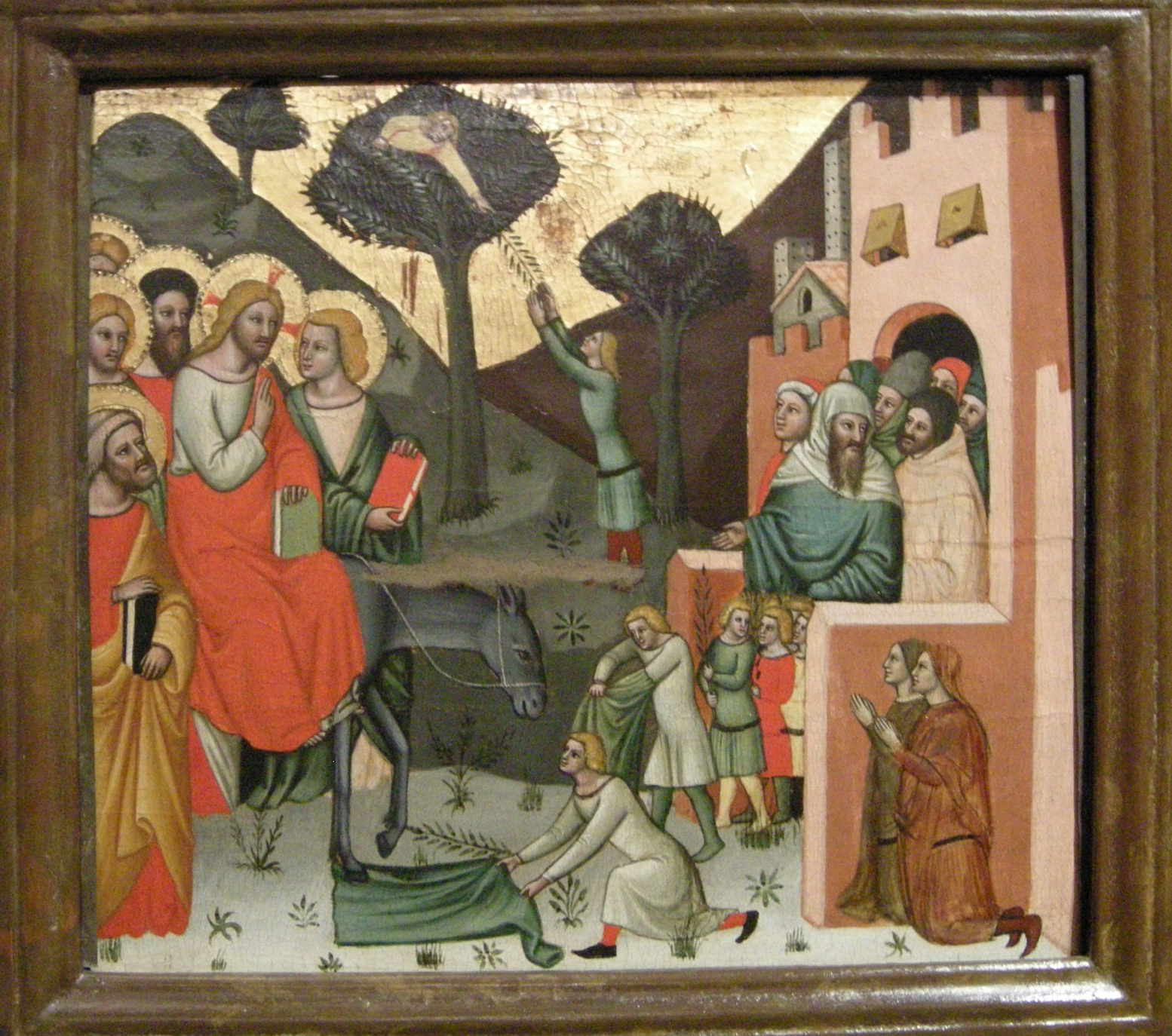
Entrata in Gerusalemme, Pinacoteca di Pesaro

Figlio del pittore Jacopo Benintendi detto il Biondo, lavorò nella cerchia di Simone dei Crocefissi. I suoi lavori principali sono le Storie di Cristo e degli Apostoli, ora alla Pinacoteca di Pesaro, e gli affreschi con Episodi della vita di santa Maria Egiziaca nella Cappella Calcina della Basilica di San Giacomo Maggiore a Bologna. La sua firma compare su un altarolo portatile raffigurante la Crocifissione di Cristo e compianto sul Cristo morto (Ferrara, Pinacoteca Nazionale, inv. 56).